# Parasagitta tenuis
Parasagitta tenuis är en djurart som tillhör fylumet pilmaskar, och som först beskrevs av Conant 1896.  Parasagitta tenuis ingår i släktet Parasagitta och familjen Sagittidae. Inga underarter finns listade i Catalogue of Life.